# Костянтин I (юдик Торресу)
Костянтин I (італ. Costantino I; бл. 1064 — 1128) — юдик (володар) Торреського юдикатів в 1082—1128 роках.

## Життєпис
Походив з династії Лакон-Гунале. Старший син Маріано I, юдика Торресу, та Сусанни де Зорі. Про дату народження та молоді роки обмаль відомостей. 1082 року посів трон. Зробив своїх молодших братів П'єтро і Коміта своїми молодшими співюдиками. Напевне він намагався попередити боротьбу за владу в родині.
Продовжив курс батька на союз з Пізанською республікою. Водночас встановив гарні відносини з генуезцями, надавши впливовому роду Доріа землі на півночі юдикату, де ті звели замки Кастельдженовезе і Монтелеоне. Також отримав володіння рід Маласпина з Лігурії — землі Боза на кордоні з Арборейським юдикатом.
У 1113—1114 і 1115—1116 роках спільно з Кальярським юдикатом відправляв війська, що діяли у складі Пізанського флоту проти Майоркської тайфи. На чолі торреських військ стояв бастард юдика — Сальтаро. Це привіз багату здобич, що істотно поповнило державну скарбницю. Водночас це викликало невдоволення уряду Генуезької республіки, яке вбачало в цьому посилення впливу Пізи.
У 1116 році оженився з представницею роду Орубу (Оррву), який за жіночою лінією пов'язаний з династією Арабойських Лакон-Гунале. Це сприяло встановленню на деякий час дружніх стосунків з арборейськими юдиками.
У внутрішній політиці продовжував курс попередників, спрямований на підтримку церков (Св. Марії в Ардарі й Когінасі, Св. Петра в Бозі, Св. Михайла в Плаяно і Плоаге, Св. Миколая в Семестене) і монастирів. У 1116 році власним коштом звів базиліку Св. Трійці (відома як базиліка Саккарджіа) в Кодронджаносі, яку передали камальдульській конгрегації. У 1120-х роках сприяв поширенню церков орденів камальдулів і валломброзіан, що стали найпоширенішими. Водночас не переривав контактів з монастирем Монте-Кассіно.
Також за його панування набирають чималої політичної ваги роди Афенів і Торі, які навіть власним коштом фундують церкви, що раніше лише робили юдики.
Остання письмова згадка про нього відноситься до 24 травня 1120 року. Вважається, що помер 1128 року. Йому спадкував син Гоннаріо.

## Родина
Дружина — Маркуза (Марія) де Орубу (Оррву).
Діти:
- Гоннаріо (113/1114—1182/1190), юдик Торресу